# Малиновка (Шумерлинський район)
Мали́новка (рос. Малиновка, чув. Малиновка) — селище у складі Шумерлинського району Чувашії, Росія. Входить до складу Єгоркинського сільського поселення.
Населення — 37 осіб (2010; 60 у 2002).
Національний склад:
- чуваші — 98 %